# Lijst van voetbalinterlands Faeröer - Kazachstan
Deze lijst van voetbalinterlands is een overzicht van alle officiële voetbalwedstrijden tussen de nationale teams van Faeröer en Kazachstan. De landen speelden tot op heden vier keer tegen elkaar. De eerste ontmoeting, een vriendschappelijke wedstrijd, werd gespeeld in Toftir op 27 april 2003. Het laatste duel, een kwalificatiewedstrijd voor het Wereldkampioenschap voetbal 2014, vond plaats op 11 oktober 2013 in Tórshavn.

## Wedstrijden
| № | Plaats   | Datum            | Competitie           | Wedstrijd            | Uitslag |
| - | -------- | ---------------- | -------------------- | -------------------- | ------- |
| 1 | Toftir   | 27 april 2003    | Vriendschappelijk    | Faeröer – Kazachstan | 3 – 2   |
| 2 | Tórshavn | 29 april 2003    | Vriendschappelijk    | Faeröer – Kazachstan | 2 – 1   |
| 3 | Astana   | 6 september 2013 | WK 2014 kwalificatie | Kazachstan – Faeröer | 2 – 1   |
| 4 | Tórshavn | 11 oktober 2013  | WK 2014 kwalificatie | Faeröer − Kazachstan | 1 − 1   |

## Samenvatting
| Competitie        | Totaal gespeeld | Winst Faeröer | Gelijk | Winst Kazachstan | Doelsaldo Faeröer – Kazachstan |
| ----------------- | --------------- | ------------- | ------ | ---------------- | ------------------------------ |
| WK-kwalificatie   | 2               | 0             | 1      | 1                | 2 − 3                          |
| Vriendschappelijk | 2               | 2             | 0      | 0                | 5 − 3                          |
| Totaal            | 4               | 2             | 1      | 1                | 7 − 6                          |

Wedstrijden bepaald door strafschoppen worden, in lijn met de FIFA, als een gelijkspel gerekend.

## Details

### Eerste ontmoeting
| Vriendschappelijk (Toftir, Faeröer, 27 april 2003):           |       |                                       |
| Faeröer                                                       | 3 – 2 | Kazachstan                            |
| Jákup á Borg 16' (pen.) John Petersen 45' Heðin á Lakjuni 49' | goals | 55' Evgheni Lunev 75' Daniyar Mukanov |

### Tweede ontmoeting
| Vriendschappelijk (Tórshavn, Faeröer, 29 april 2003): |       |                            |
| Faeröer                                               | 2 – 1 | Kazachstan                 |
| Andrew av Fløtum 65' Julian Johnsson 75'              | goals | 5' (pen.) Jevgeni Lovtsjev |

### Derde ontmoeting
| WK 2014 kwalificatie (Astana, Kazachstan, 6 september 2013): |       |                       |
| Kazachstan                                                   | 2 – 1 | Faeröer               |
| Nurbol Zhumaskaliev 50' (pen.) Andrey Finonchenko 64'        | goals | 23' Fróði Benjaminsen |

### Vierde ontmoeting
| WK 2014 kwalificatie (Tórshavn, Faeröer, 11 oktober 2013): |       |                        |
| Faeröer                                                    | 1 – 1 | Kazachstan             |
| Hallur Hansson 41'                                         | goals | 55' Andrey Finonchenko |

FSF · A-internationals · Statistieken · Bondscoaches · Faeröers vrouwenelftal · Faeröer U21 · Faeröer U20 · Faeröer U19 · Faeröer U18 · Faeröer U17 · Faeröer U16
1980 – 1989 ·
1990 – 1999 ·
2000 – 2009 ·
2010 – 2019 ·
2020 – 2029
1988 · 
1989 · 
1990 ·
1991 · 
1992 · 
1993 · 
1994 · 
1995 · 
1996 · 
1997 · 
1998 · 
1999 · 
2000 · 
2001 · 
2002 · 
2003 · 
2004 · 
2005 · 
2006 · 
2007 · 
2008 · 
2009 · 
2010 · 
2011 · 
2012 · 
2013 · 
2014 · 
2015 · 
2016 ·
2017 ·
2018 ·
2019 ·
2020 ·
2021 ·
2022 ·
2023 ·
2024
Albanië ·
Andorra ·
Armenië ·
Azerbeidzjan ·
België ·
Bosnië en Herzegovina ·
Canada ·
Cyprus ·
Denemarken ·
Duitsland ·
Estland ·
Finland ·
Frankrijk ·
Georgië ·
Gibraltar ·
Griekenland ·
Hongarije ·
Ierland ·
IJsland ·
Israël ·
Italië ·
Joegoslavië ·
Kazachstan ·
Kosovo ·
Letland · 
Liechtenstein ·
Litouwen ·
Luxemburg ·
Malta ·
Moldavië ·
Nederland ·
Noord-Ierland ·
Noord-Macedonië ·
Noorwegen ·
Oekraïne ·
Oostenrijk ·
Polen ·
Portugal ·
Roemenië ·
Rusland ·
San Marino ·
Schotland ·
Servië ·
Servië en Montenegro · 
Slovenië ·
Slowakije ·
Spanje ·
Thailand ·
Tsjechië ·
Tsjecho-Slowakije ·
Turkije ·
Wales ·
Zweden ·
Zwitserland
KFF · A-internationals · Bondscoaches · Statistieken · Kazachs vrouwenelftal · Olympisch elftal · Kazachstan U21 · Kazachstan U20 · Kazachstan U19 · Kazachstan U18 · Kazachstan U17
1992 – 1999 · 2000 – 2009 · 2010 – 2019 · 2020 – 2029
1992 · 1993 · 1994 · 1995 · 1996 · 1997 · 1998 · 1999 · 2000 · 2001 · 2002 · 2003 · 2004 · 2005 · 2006 · 2007 · 2008 · 2009 · 2010 · 2011 · 2012 · 2013 · 2014 · 2015 · 2016 · 2017 · 2018 · 2019 · 2020 · 2021 · 2022 · 2023 ·
2024 · 2025
Albanië ·
Andorra ·
Armenië ·
Azerbeidzjan ·
Bahrein ·
België ·
Bosnië en Herzegovina ·
Bulgarije ·
Burkina Faso ·
China ·
Curaçao ·
Cyprus ·
Denemarken ·
Duitsland ·
Engeland ·
Estland ·
Faeröer ·
Finland ·
Frankrijk ·
Georgië ·
Griekenland ·
Hongarije · 
Ierland ·
IJsland ·
Irak ·
Iran ·
Japan ·
Jordanië ·
Kirgizië ·
Koeweit ·
Kroatië ·
Laos ·
Letland ·
Libanon ·
Libië ·
Liechtenstein ·
Litouwen ·
Litouwen ·
Luxemburg ·
Malta ·
Moldavië ·
Montenegro ·
Nederland ·
Nepal ·
Noord-Ierland ·
Noord-Korea ·
Noord-Macedonië ·
Noorwegen ·
Oekraïne ·
Oezbekistan ·
Oman ·
Oostenrijk ·
Pakistan ·
Palestina ·
Polen ·
Portugal ·
Qatar ·
Roemenië ·  
Rusland ·
San Marino ·
Saoedi-Arabië ·
Schotland ·
Servië ·
Singapore ·
Slovenië ·
Slowakije ·
Syrië ·
Tadzjikistan ·
Thailand ·
Tsjechië ·
Turkmenistan ·
Turkije ·
Verenigde Arabische Emiraten ·
Vietnam ·
Wales ·
Wit-Rusland ·
Zuid-Korea ·
Zweden